# Phimochirus randalli
Phimochirus randalli är en kräftdjursart som först beskrevs av Anthony J. Provenzano, Jr. 1961.  Phimochirus randalli ingår i släktet Phimochirus och familjen eremitkräftor. Inga underarter finns listade i Catalogue of Life.